# エジプトの都市の一覧

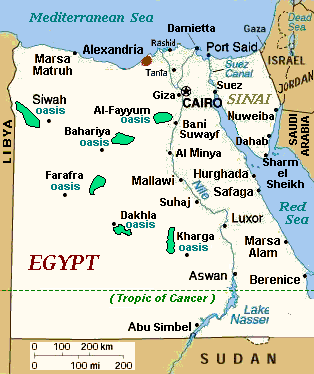
エジプトの都市（県都）

## 人口上位10都市(2020年)
| 順位 | 都市                         | アラビア語    | 人口（人） | 県                 |
| ---- | ---------------------------- | ------------- | ---------- | ------------------ |
| 1.   | カイロ                       | القاهرة       | 9,513,330  | カイロ県           |
| 2.   | アレクサンドリア             | الاسكندرية    | 5,221,826  | アレクサンドリア県 |
| 3.   | ギーザ                       | الجيزة        | 4,324,653  | ギーザ県           |
| 4.   | ショブラ・エル・ケイマ       | شبرا الخيمة   | 1,226,143  | カリュービーヤ県   |
| 5.   | ポートサイド                 | بور سعيد      | 775,209    | ポートサイド県     |
| 6.   | スエズ                       | السويس        | 691,693    | スエズ県           |
| 7.   | マンスーラ                   | المنصورة      | 609,727    | ダカリーヤ県       |
| 8.   | エル＝マハッラ・エル＝コブラ | المحلة الكبرى | 580,041    | ガルビーヤ県       |
| 9.   | タンタ                       | طنطا          | 564,449    | ガルビーヤ県       |
| 10.  | アシュート                   | أسيوط         | 514,829    | アシュート県       |

## その他の都市
- 10月6日市（6th of October City）
- アビュドス（Abydos）
- アフミーム（英語版）（Akhmim）
- アコリス（Akoris, Egypt）
- エル・アラメイン（El Alamein）
- アマルナ（Amarna）
- アンティノポリス（Antinopolis）
- アリーシュ（Arish）
- アスワン（Aswan）
- アシュート（Asyut）
- イル・バルヤナ（El-Balyana）
- バンハ（Banha）
- ベニ・ハサン（Beni Hasan）
- ベニ・マザール（Beni Mazar）
- ベニ・スエフ（Beni Suef）
- ダハブ（Dahab）
- ダフラ・オアシス（Dakhla Oasis）
- ダマンフール（Damanhur）
- ディムヤート（Damietta）
- デンデラ（Dendera）
- ディスーク（Disuq）
- エスナ（Esna）
- ファイユーム（Faiyum）
- エル・ファテハ（El Fateh）
- ギルガ（Girga）
- ハライブ（Hala'ib）
- ヘルワン（Helwan）
- ヘルモポリス（Hermopolis）
- ハルガダ（Hurghada）
- インバーバ（Imbaba）
- イスマイリア（Ismaïlia）イスマイリーヤ
- カフル・ダワール（Kafr el-Dawwar）
- ハルガ（Kharga Oasis）
- コム・オンボ（Kom Ombo）
- ルクソール（luxor）
- マラウィ（Mallawi）
- マラーガ（El-Maragha）
- マタイ（Matai, Egypt）
- マルサ・マトルーフ（Marsa Matruh）
- ミニヤー（Minya, Egypt）
- ミット・ガムル（Mit Ghamr）
- ナグウ・ハンマーディー（Nag Hammadi）
- ヌウェイバ（Nuweiba）
- オクシュリュンコス（Oxyrhynchus）
- ポート・サファガ（Port Safaga）
- ケナ（Qena）
- ロゼッタ（Rosetta）ラシード
- セント・カテリーナ（Saint Catherine area）
- サマールート（Samalut）
- ソドファ（Sodfa）
- シワ・オアシス（Siwa Oasis）
- シャルム・エル・シェイク（Sharm el-Shaikh）
- シビーン・コーム（Shibin El Kom）
- シビーン・カナーティル（Shibin el-Qanater）
- ショブラ・ケイマ（Shubra el-Kheima）
- ソハーグ（Sohag）
- タバ（Taba (Egypt)）
- タフター（Tahta）
- ティマー（Tima, Egypt）
- ザガジグ（Zagazig）
- ジフタ（Zifta）